# 折断的圣剑与帝冠剑姬
《折断的圣剑与帝冠剑姬》（折れた聖剣と帝冠の剣姫）是一迅社文库出版的輕小說系列，作者川口士，插圖八坂ミナト。
现第一部已完结，但川口士表示本作还会继续写下去，不过由于一迅社被讲谈社全资收购后，一迅社文库停刊，所以在取得版权授权后，将更改作品名字以及更换出版社后继续出版该作。

## 登场人物
路西德·拉·哈鲁·卡维尔
本作男主角，卡维尔王国的王子，17岁。因其是爱妾所生的孩子，所以王位继承权很低。
法尔榭菈·戴·爱普菲尔特·帕尔米亚
本作女主角，帕尔米亚王国的王女，昵称法尔，17岁，拥有剑姬的别名。
康丝坦丝·露·卡农·卡维尔
路西德的义妹，卡维尔王国国王与王妃所生的正统王女，15岁。
阿尔特蕾娅·戴·露恩梅娅·帕尔米亚
法尔的姐姐，帕尔米亚王国的第一王女。

## 用语

### 单位
阿尔纳
在本作中作为米的单位。
缪尔
在本作中作为千米的单位。

## 出版书籍

### 小说版
| 卷數 | 一迅社文库     | 一迅社文库             | 封面人物                                              |
| 卷數 | 發售日期       | ISBN                   | 封面人物                                              |
| ---- | -------------- | ---------------------- | ----------------------------------------------------- |
| 1    | 2015年12月19日 | ISBN 978-4-7580-4785-2 | 法尔榭拉·戴·爱普菲尔特·帕尔米亚                       |
| 2    | 2016年4月20日  | ISBN 978-4-7580-4817-0 | 康丝坦丝·露·卡农·卡维尔                               |
| 3    | 2016年8月20日  | ISBN 978-4-7580-4864-4 | 阿尔特蕾娅·戴·露恩梅娅·帕尔米亚                       |
| 4    | 2016年12月20日 | ISBN 978-4-7580-4897-2 | 路西德·拉·哈鲁·卡维尔 法尔榭菈·戴·爱普菲尔特·帕尔米亚 |

### 设定集
《折断的圣剑与帝冠剑姬—异闻》（折れた聖剣と帝冠の剣姫—異聞）最早是川口士以ウリボックス社团的名义，参加2017年12月31日在东京举办的冬季Comic Market93展会期间发售的一本同人志，作者川口士，插圖八坂ミナト。该作品也是《折断的圣剑与帝冠剑姬》的设定集，附赠一篇特别IF短篇小说。
该作品已在Melonbooks上架，现已于2018年1月24日正式发售。